# Свети Николай (Стратоники)
„Свети Николай“ (на гръцки: Ἱερός Ναός Ἁγίου Νικολάου) е православна църква в село Стратоники (Извор), Халкидики, Гърция, част от Йерисовската, Светогорска и Ардамерска епархия. Църквата е построена в 1812 година и бивша катедрална църква на Йерисовска епархия. Притежава ценни икони от XIX век, дело на майстори от Галатищката художествена школа, стара икона на Свети Николай от XVI век и многобройни реликви.